# Amt Rahden (Kreis Lübbecke)
Das Amt Rahden war ein Amt im Kreis Lübbecke in Nordrhein-Westfalen mit Sitz in Rahden. Durch das Bielefeld-Gesetz wurde das Amt zum 31. Dezember 1972 aufgelöst. Rechtsnachfolgerin des Amtes ist die Stadt Rahden im Kreis Minden-Lübbecke.

## Geographie
Das Amt lag nördlich des Mittellandkanals und grenzte im Norden und Osten an das Land Niedersachsen. Es wurde von der Großen Aue durchflossen.

## Geschichte

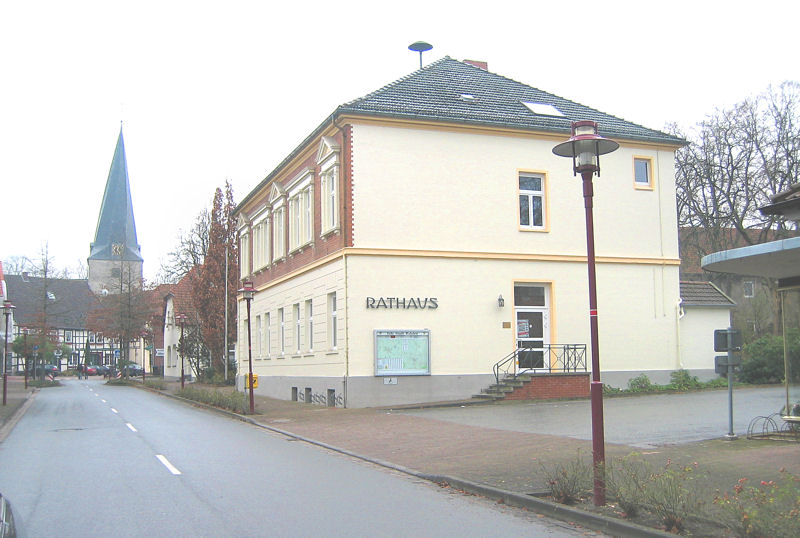
Das ehemalige Amtshaus und heutige Rathaus in Rahden

Ein Amt Rahden existierte bereits bis 1807 im Fürstentum Minden. Nachdem dieses 1807 an den napoleonischen Satellitenstaat Königreich Westphalen gefallen war, wurde in dessen Distrikt Minden des Departements der Weser der Kanton Rahden eingerichtet. Dieser Kanton umfasste im Wesentlichen das Gebiet des späteren Amtes Rahden sowie der heutigen niedersächsischen Gemeinde Wagenfeld und hatte im Jahr 1808 8.402 Einwohner. Mit der Annexion großer Teile Norddeutschlands durch Napoleon Bonaparte fiel 1811 auch das gesamte Gebiet des Kantons Rahden an Frankreich. Im Arrondissement Minden des französischen Départements der oberen Ems wurde ein neu abgegrenzter Kanton Rahden gebildet, der in die fünf Mairien (Bürgermeistereien) Auburg, Diepenau, Warmsen, Ströhen und Rahden unterteilt wurde. Die Mairie Rahden umfasste das Gebiet des späteren Amtes Rahden.
Nach der napoleonischen Niederlage fiel ganz Minden-Ravensberg 1813 zurück an Preußen. Bei der Kreiseinteilung der neuen Provinz Westfalen im Jahr 1816 kam die Mairie Rahden zum neuen Kreis Rahden und bildete einen seiner Verwaltungsbezirke. Der Kreis Rahden hieß ab 1832 Kreis Lübbecke.
Bei der Einführung der westfälischen Landgemeinde-Ordnung von 1841 wurde 1843 im Kreis Lübbecke aus dem Verwaltungsbezirk Rahden das Amt Rahden gebildet, das zunächst in die fünf Landgemeinden Großendorf, Kleinendorf, Ströhen, Varl und Wehe gegliedert war. Der Flecken Rahden, Sitz des Amtes, war zunächst keine eigene Gemeinde, sondern Teil der Gemeinde Großendorf.
Am 1. Januar 1849 wurde Sielhorst aus der Gemeinde Varl herausgelöst und bildete seitdem eine eigene Gemeinde. Am 1. Mai 1858 wurde Tonnenheide von Wehe abgetrennt und bildete ebenfalls eine eigene Gemeinde.  Am 1. April 1910 wurde Großendorf in die beiden Gemeinden Espelkamp und Rahden aufgeteilt. Das Amt umfasste seitdem bis 1965 acht Gemeinden:
- Espelkamp
- Kleinendorf
- Preußisch Ströhen
- Rahden, Amtssitz
- Sielhorst
- Tonnenheide
- Varl
- Wehe

Die Gemeinde Espelkamp erhielt 1959 das Stadtrecht, verblieb aber zunächst im Amt. Am 1. Januar 1966 schied die Stadt aus dem Amt Rahden aus und wurde amtsfrei.
Durch das Bielefeld-Gesetz wurde das Amt Rahden zum 31. Dezember 1972 aufgelöst. Seine Gemeinden wurden zur neuen Stadt Rahden zusammengeschlossen, die Teil des neuen Kreises Minden-Lübbecke wurde.

## Einwohnerentwicklung
| Jahr | Amt Rahden | Amt Rahden | Quelle |
| ---- | ---------- | ---------- | ------ |
| 1818 | 06.144     | 06.144     | [ 10 ] |
| 1843 | 08.617     | 08.617     | [ 10 ] |
| 1864 | 10.194     | 10.194     | [ 11 ] |
| 1871 | 10.151     | 10.151     | [ 10 ] |
| 1885 | 10.120     | 10.120     | [ 12 ] |
| 1910 | 10.972     | 10.972     | [ 13 ] |
| 1925 | 11.243     | 11.243     | [ 14 ] |
| 1939 | 11.943     | 11.943     | [ 14 ] |
| 1950 | 17.035     | 17.035     | [ 15 ] |
| 1961 | 23.819     | 23.819     | [ 15 ] |
|      | Amt Rahden | Espelkamp  |        |
| 1970 | 14.264     | 12.709     | [ 15 ] |
| 1972 | 14.892     | 13.236     | [ 15 ] |